# Trichonympha
Trichonympha è un genere di protisti parabasalidi che vivono nell'intestino di molte specie di termiti. Sono dei simbionti, in quanto digeriscono la cellulosa contenuta nel legno e nelle fibre vegetali di cui il loro ospite di ciba.